# 和菜頭

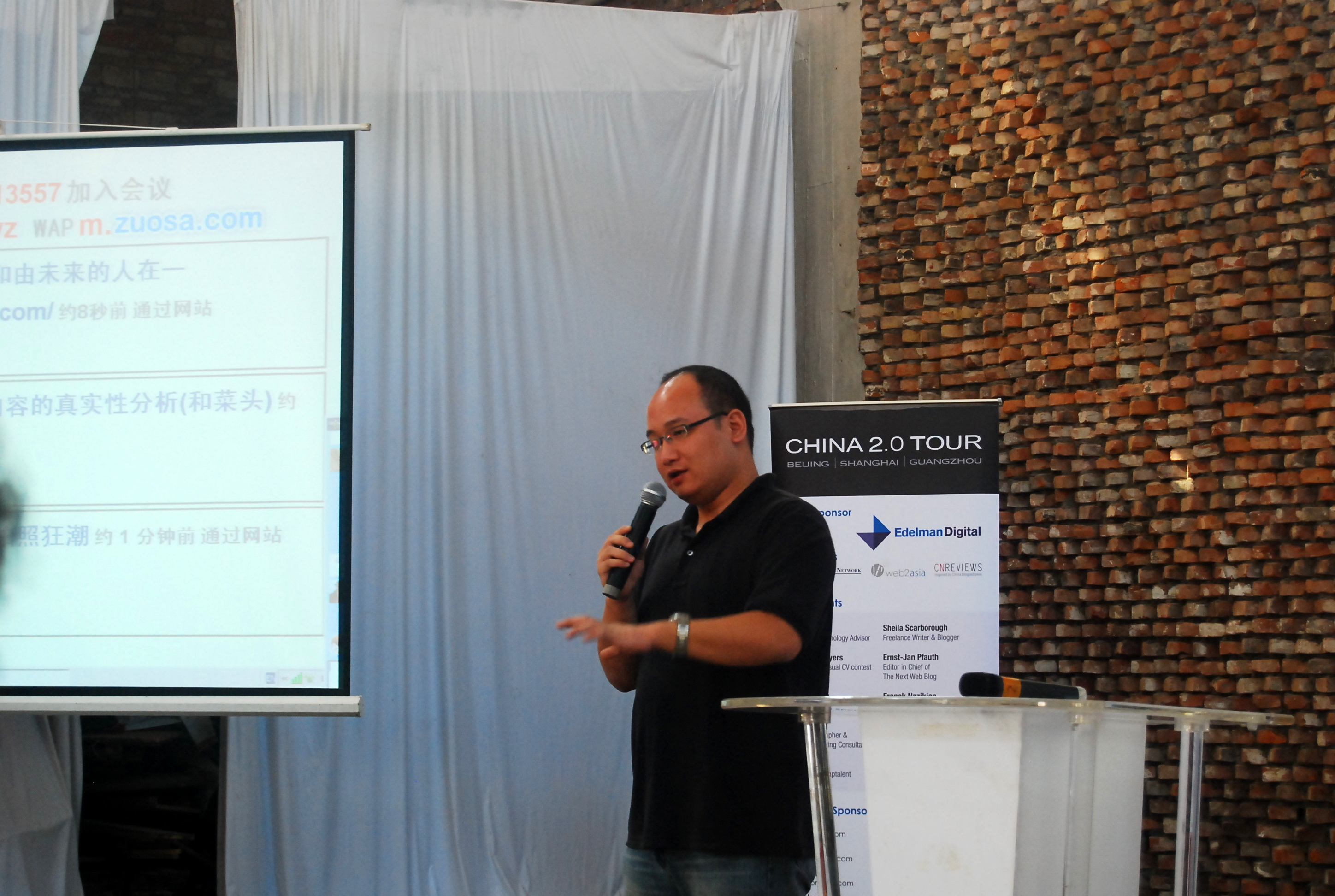
和菜頭

和菜頭（わさいとう）は中華人民共和国のネット作家。白族、和は彼の苗字。父親は雲南省白族分支の怒族勒墨人で、軍人である。母は雲南省東川区出身。一人の妹がアメリカで生活している。
1993年、南京大学地質学院大気学部に入学、1997年の卒業後に原籍の昆明市に配属される。気象予報士を経て昆明巫家壩空港に転勤。
1997年からインターネットを開始、複数のBBSにて大量な作品を発表。彼の文章はユーモアたっぷりの誇張した鋭い語り口で、辛辣な風刺に満ちた内容となっている。
代表作はCCTVのテレビドラマ『笑傲江湖』に対する評論文『金剛は金剛の顔、演技は演技の技』。
性格はとっても豪快で、友人が多くおり、タバコと酒を好む。
一時は『中国青年報』のコラム作家にもなっていた。文集『僕は愛に勝てません』を出版している。